# Straumann
 Straumann é uma empresa suíça que fabrica implantes dentários e é especializada em tecnologias relacionadas, o grupo pesquisa, desenvolve, fabrica e fornece implantes dentários, instrumentos, biomateriais, próteses CAD/CAM, equipamentos digitais, software e alinhadores transparentes para aplicações em odontologia de substituição, restauradora, ortodôntica e preventiva.
Ela também fornece treinamento, suporte e outros serviços para dentistas, clínicas e laboratórios. A Straumann oferece produtos e soluções para tratamento convencional e fluxos de trabalho digitais, incluindo cirurgia guiada e escaneamento intraoral.

## História
A empresa foi fundada em 1954 pelo Dr. Ing. Reinhardt Straumann na vila suíça de Waldenburg, como um instituto de pesquisa chamado "Dr. Ing. R. Straumann Research Institute AG".
Nesse período inicial, a empresa se especializou em desenvolver ligas utilizadas em instrumentos de cronometragem e testes de materiais. Entre as inovações notáveis, destacam-se as ligas especiais que ainda são usadas em molas de relógio. O avanço no uso de ligas não corrosivas para o tratamento de fraturas ósseas levou o Dr. Fritz Straumann, filho do fundador, a explorar áreas de ortopedia e implantodontia, marcando o início da segunda fase da empresa.
Entre 1970 até 1990, a Straumann se tornou um dos principais fabricantes de implantes de osteossíntese. Em 1974, a empresa desenvolveu os primeiros implantes dentários, que passaram por testes clínicos bem-sucedidos na Universidade de Berna. Em 1980, sob a liderança do Dr. Fritz Straumann e do Prof. Schroeder, foi fundada a Equipe Internacional de Implantodontia (ITI), uma parceria que combinou pesquisa e know-how industrial. A década de 1980 também viu a expansão geográfica da empresa, com a abertura de subsidiárias na Alemanha em 1980 e nos Estados Unidos em 1989.
Em 1990, a aquisição da divisão de osteossíntese resultou na criação da Stratec (posteriormente Synthes) como uma empresa independente. Thomas Straumann, neto do fundador, liderou a parte restante da empresa, que então se concentrava exclusivamente em implantes dentários e contava com apenas 25 funcionários.
A partir do final dos anos 90, mais precisamente em 1998, a Straumann Holding AG tornou-se uma empresa de capital aberto na bolsa suíça. Através da aquisição da Kuros Therapeutics em 2002 e da Biora em 2003, a Straumann entrou no campo promissor da regeneração de tecidos orais. A aquisição da Biora foi particularmente significativa, pois trouxe o produto Emdogain®, que se destacou por sua facilidade de uso e eficácia na regeneração de tecidos dentários.
Outros marcos importantes incluem a inauguração da unidade de produção em Villeret na Suíça e do Centro de Tecnologia em Waldenburg em 2000, o que ampliou as capacidades produtivas e tecnológicas do grupo. Em 2004, a Straumann AG mudou-se para sua nova sede em Basileia, consolidando sua posição como líder global em soluções odontológicas.
Em 2012 adquiriu por 275 milhões de dólares 49% da Neodent, empresa brasileira fundada em 1993 e com sede em Curitiba e produzia implantes dentários,em abril de 2015 a Straumann passou a deter 100% da Neodent, após comprar os 51% que faltavam por 220 milhões de dólares, essa aquisição consolidou o grupo suíço como líder no Brasil em implantes dentários.
Em agosto de 2016 adquire na Índia a empresa Equinox, empresa de implantes dentários líder no mercado indiano,em dezembro do mesmo ano assumiu o controle da empresa alemã Medentika e que faz próteses para implantes.
Em março de 2019 comprou 100% da empresa francesa Anthogyr, ela produz próteses de implantes dentários e produtos auxiliares, próteses CAD/CAM e instrumentos médicos.